# コミックマスターJ
『コミックマスターJ』（コミックマスタージェイ）は、田畑由秋（脚本）と余湖裕輝（作画）による日本の漫画。少年画報社刊行『ヤングキングアワーズ』に1996年19号から2005年11月号まで連載された。単行本は少年画報社から、全13巻。

## 作品概要
漫画家が締め切りに追われる時、500万という報酬を受けその超人的なスピードと技術で原稿を完成させるという男、コミックマスターJの活躍、そして彼の漫画との闘いを描いた作品。
基本的には1話ないし数話からなるショートストーリーだが、Jのルーツや目的に迫る作品の軸となる一連のストーリーが存在する。

### 一億の伝説編
ある日、週刊少年ダッシュに作者不明の1つの作品が送られてくる。その作品のあまりの素晴らしさの前に漫画家達が次々に失踪する中、作者を探し出すためにダッシュ編集部は1億円の契約金を支払うことを公表する。多数の応募者が現れる中ついに作者が木乃花一葉であったと判明する。
しかし一葉は妹を亡くしたショックから自分を二葉だと思い込み自らを追い詰めていたのだった。なんとか正気に戻そうとする山下に対し、傑作のためなら彼女に犠牲になってもらうしかないと言うJ。そして山下とジ・エンドはJの目的を知る。Jは世界を破滅に導く事になる自らの作品を世に出すため、史上最高の傑作をただの傑作に過ぎなくさせるために自らと同レベルの作品を作り出せる漫画家を生み出すために活動をしていたのだった。

### 未来編
未来の地球。そこはあらゆる天変地異の末に人類の滅んだ世界であった、ただ1人生き残った小林信也は苦境の末に1つの漫画を描き上げる。そこに現代よりタイムスリップしてきたJが現れた。小林はJに自らの漫画を読ませ感想を求める。それはJも認めるまごうかたなき傑作であった。Jは世界を滅ぼす原因となった究極の漫画の存在を小林に教える。その作品の名はJUDGES（ジャッジス）。そしてその作者はJであった。
この傑作を描きあげた小林ならJUDGESを超えられるだろうというJの期待に反し、JUDGESを目にし全てに絶望した小林はビルの屋上より身を投げてしまう。現代に戻ってきたJ。成すべき事、超えるべきものが見えた彼はある決意をする。

### 最終戦争編
Jの決意の元、ついに出版されたJUDGES、掲載雑誌「CLUB」は瞬く間に世界に広がりJUDGESをめぐって世界は戦争状態へと突入する。その混乱の中、至上最悪の生物兵器「デビル」が放たれ次々と人々が倒れていく。
3年後、壊滅状態となった世界では、戦争の原因となったJUDGESを、そしてすべての物語を排除しようとする狂信集団セイバー・オブ・マンカインド（SOM）と「週刊少年CLUB」を出版する漫画出版集団CLUBとの戦いが繰り広げられていた。
追い詰められ壊滅寸前だったCLUBであったが、消息を絶ったJに代わりコミックマスターJを名乗って執筆していた小林信也と編集の山下が出会った事で、かつて一流と呼ばれた漫画家達が次々に参画。後に「復活の戦い」と呼ばれる死闘の末にCLUBはSOMに勝利する。
そして十数年後、世界は驚異的な速度で復興を成し遂げていた。その中でCLUB編集部に1つの漫画が送られてくる。それはJUDGESを超える素晴らしい作品であったが、CLUB掲載作品の中の傑作の1つにしか過ぎなかった。その作品の投稿者、それは…

## 主な登場人物
J（コミックマスターJ）
あらゆるペンタッチを可能とし、驚異的なスピードで原稿を描きあげるスーパーアシスタント。500万円という報酬で仕事を請負うが、魂の感じられない作品では仕事を請けることはない。全身白ずくめで、髪まで白髪、目は赤眼。髪の色は元々は黒だったが、自らの漫画を執筆中に無理をし過ぎて白髪化してしまった。白いコートの下には漫画を書くための道具が隠されており、いかなる場所でも執筆できるようにしている。疲れたときにはチョベリグゴールドという栄養ドリンクを愛用。大のカップラーメン好きでもある。
延道断（えんどう だん、ジ・エンド）
人気や惰性だけで続いている内容の薄い漫画の最終回を勝手に描き、むりやり連載を終了させる連載終了請負人。あらゆるペンタッチを可能とし数時間で原稿を仕上げるなど、アシスタント能力に関してはJと同等のものを持っている。また全身は傷だらけで凄まじい戦闘能力を持ち、世界のパワーバランスをたった1人で揺るがす男として恐れられている。Jのライバル。
大口（おおぐち、ジャガー）
人気漫画家のアシスタントとして好き勝手していたが、Jに遭遇したのを機にすべてを失う。逆恨みしたジャガーは、ある時はJに成りすまし評判を落とそうとし、ある時は「一億の伝説」を利用した詐欺で大金を巻き上げようとするがいずれもJの手により失敗。詐欺罪で服役中に、虐待を受けて発狂し廃人と化す。その後の消息は不明。
小林信也（こばやし しんや）
漫画家を夢見て上京してきた。様々な漫画家のアシスタントを続けデビューを目指していたが夢破れパチプロとして生活していたところにジャガーが接触、詐欺の片棒を担がされ服役することに。獄中の極限状態の中でJも認める傑作「旗の下に集え」を生み出す。JUDGESを巡る戦争が勃発、脱獄し東京に来たところ「デビル」に遭遇。命を取り留めた後、新生「CLUB」創刊のためにコミックマスターJを名乗ることに。
山下賢治（やました けんじ）
「週刊少年ダッシュ」編集者。特技はよく泣くことで、通称「泣きの山下」。Jとは親友同然だったが、「一億の伝説」事件を機に袂を分かつことに。「デビル」による世界の崩壊後、新生「CLUB」創刊の為に立ち上がる。
木乃花一葉（このはな ひとは）
双子の妹である二葉の作品を少年ダッシュに持ち込んでくる。Jに出会ったことで漫画家を目指し始め、ついに「一億の伝説」を生み出す作品を作り出すが、それは二葉の魂が乗り移っていた為だった。JUDGESを見た後、一時絶望に陥るがJUDGESを超える作品のアイデアを思いつき復活。新生「CLUB」創刊に携わる。
木乃花二葉（このはな ふたば）
Jがアシスタントや代理で描いた作品を見分けることができた少女。漫画の才能に溢れていたが、作品を描き上げる途中で病気により亡くなってしまう。
華之小路麗（はなのこうじ れい）
美を極限まで追求している漫画家。全裸になって姿見の前でポーズをとるのが日課のナルシスト。Jの原稿を描いている様子に美を見出し「美しき漫画家同盟」に勝手に入会させる。頭髪と陰毛が同じ形状（縦ロール）をしている。代表作は「闘神ハイブリッド」。
江崎正清（えざき まさきよ）
「週刊少年ストライカー」で連載中の漫画家。背景のマサとしてJのピンチに駆けつける助っ人三人衆の1人。代表作は「ダイヤモンドハート」。
藤谷智（ふじたに さとし）
「週刊少年ダッシュ」で連載中の漫画家。仕上げのリュウとしてJのピンチに駆けつける助っ人三人衆の1人。代表作は「ワンダーボーズ」「トレジャーガイ」。
中ノ島あざみ（なかのしま あざみ）
「月刊少女マーマレード」で連載中の漫画家。効果処理のおりんとしてJのピンチに駆けつける助っ人三人衆の1人。代表作は「孤独の肖像」。

## 関連作品
- ラ・ジオブリーダーズ ドラマアルバム2 - 掲載誌で連載時期が重なっていた作品・ジオブリーダーズ のドラマCD。J(声・関智一)が登場している。
- Jペン - 作中でJが使う特注のペン先。グッズとして実際に販売された。
- コミックマスターJ 完全版 - 電子書籍としてデジタルリマスター編集されたもの。Kindle Unlimitedなどで読める。